# SS Great Britain
SS Great Britain  bio je prvi prekooceanski brod sa željeznim trupom i propelerom koji je bio u stanju preploviti ocean. Porinut je godine 1843. kada je bio najveće plovilo na svijetu. Ispočetka je mogao prevesti 120 putnika prve klase (26 njih u jednokrevetnim kabinama) te 132 putnika druge klase i 130 članova posade. Kada mu je nadograđena još jedna paluba, broj putnika se popeo na 730.
Jedan od njegovih projektanata bio je i slavni inženjer Isambard Kingdom Brunel.
Ispočetka zamišljen za prijevoz preko Atlantskog oceana, SS Great Britain je najveću slavu stekao održavajući redovni prijevoz između Velike Britanije i Australije. Za vrijeme krimskog rata služio je za prijevoz britanskih trupa, isto kao i za vrijeme sepojskog ustanka u Indiji.
Godine 1882. je prenamijenjen u teretni brod za prijevoz ugljena. Godine 1886. je na putovanju za Falklande izbio veliki požar, i pri dolasku u luku se ispostavilo da se šteta ne može popraviti. Sve do 1930-ih je brod služio kao skladište ugljena, kada je konačno napušten.
1970-ih je, zahvaljujući donaciji Sir Jacka Haywarda, izvedena skupa i komplicirana operacija prijevoza od Falklanda u Bristol, gdje je restauriran i pretvoren u muzejski brod.

## Vanjske poveznice
- Službena stranica: www.ss-great-britain.com
- BBC News: "Ship's restoration work goes on"